# ダイオジニーズ・スモール
ダイオジニーズ・スモール （Diogenes Small、1797–1805, 1812）英国の推理小説作家コリン・デクスターが小説『主任警部モース』シリーズで生み出した架空の人物である。デクスターは彼の著作からの引用を数度行っているが、数多くの歴史書等の著者である可能性の高い彼の作品は他の小説に一切登場していない。

## 概要
デクスターの『モース警部』シリーズ小説の特徴の一つに、章の冒頭における引用がある。これは第二作『キドリントンから消えた娘』（1976年）に始まり、第四作『死者たちの礼拝』（1979年）を経て、第六作『謎まで三マイル』（1983年）以降の全ての長編小説でこの特徴は見られる。しかし、すべての章に適切な引用を見つけることが常に可能であるとは限らなかった。そのため、多くはデクスターによって創作され、現実には存在しない出典に依拠し、その最も顕著なものがダイオジニーズ・スモールであった。彼の名は五本の長編『消えた装身具』（1991年）、『森を抜ける道』（1992年）、『カインの娘たち』（1994年）、『死はわが隣人』（1996年）、『悔恨の日』（1999年）および二本の短編『内幕の物語』と『信頼できる警察』に登場する。 20年以上にわたって、デクスターは架空の著者の長大な著作リストを作成し、これにはスモールがその短い生涯で少なくとも18回改定を行った『増補スモール英語辞典』も含まれている。
時折、これらの引用は、新聞で「ユーモラスな引用」と言う言葉とともに紹介されるが、これはおそらくデクスターの奇抜な着想を称賛するか、あるいは単に文字通りこの特徴を受け入れたためである。

## “著作”リスト

### 論説等
- 『省察』Reflections[3]
- 『付言』Obiter Dicta[5]
- 『インスピレーションと創造性についての考察』Reflections on Inspiration and Creativity[6]
- 『自叙伝』Autobiography[7]
- 『コッツウォルドのホステル完全ガイド』A Most Complete Guide to the Hostelries of the Cotswolds[8]
- 『時たまの怠惰の喜び』The Joys of Occasional Idleness[1]

### 辞典類
- 『スモール英語辞典』Small’s English Dictionary
  - 「死恐怖症」Thanatophobia[9]
- 『増補スモール英語辞典』Small Enlarged English Dictionary
  - 第12版
    - 「年金」Pension[10]
    - U-turn[11]

  - 第13版（1806年）
    - Prosōpagnoia[2]

  - 第17版
    - Hypoglycaemia[12]

  - 第18版
    - character[13]
- 『スモール羅英辞典』Small’s Latin-English Dictionary
  - Alibi[14]

### 注
1. ↑  『増補スモール英語辞典』第13版が1806年に出版され[2]、その後も少なくとも第18版まで改訂版が出ている点と合わせると、こちらは誤記の可能性が高い。